# Doreen Chesang
Doreen Chesang (* 16. April 1990) ist eine ugandische Leichtathletin, die sich auf den Langstreckenlauf spezialisiert hat.

## Sportliche Laufbahn
Erste internationale Erfahrungen sammelte Doreen Chesang bei den Crosslauf-Weltmeisterschaften 2007 in Mombasa, bei denen sie im U20-Rennen nicht ins Ziel gelangte. Anschließend belegte sie bei den Jugendweltmeisterschaften in Ostrava in 9:46,16 min den elften Platz im 3000-Meter-Lauf. Im Jahr darauf gelangte sie bei den Juniorenweltmeisterschaften in Bydgoszcz mit 9:41,24 min auf Rang 16 und anschließend gewann sie bei den Commonwealth Youth Games in Pune in 9:35,71 min die Silbermedaille. Daraufhin beendete sie vorläufig ihre aktive Karriere, nahm 2017 aber wieder an den Crosslauf-Weltmeisterschaften im heimischen Kampala teil und lief dort nach 34:55 min auf Rang 25 ein. Im November siegte sie dann in 1:19:44 h beim Kampala-Halbmarathon. Im Jahr darauf wurde sie bei den Halbmarathon-Weltmeisterschaften 2018 in Valencia nach 1:13:52 h 49. und bei den Crosslauf-Weltmeisterschaften 2019 in Aarhus gelangte sie mit 40:26 min auf Rang 63 im Einzelrennen. Bei den Halbmarathon-Weltmeisterschaften 2020 in Gdynia erreichte sie nach 1:11:04 h Rang 30 und bei den Crosslauf-Weltmeisterschaften 2023 in Bathurst wurde sie nach 35:01 min Elfte im Einzelrennen und gewann in der Teamwertung die Bronzemedaille hinter den Teams aus Kenia und Äthiopien. Im April siegte sie in 2:26:31 h beim Madrid-Marathon und im August wurde sie bei den Weltmeisterschaften in Budapest nach 2:32:11 h 21. über diese Distanz.

## Persönliche Bestzeiten
- 3000 Meter: 9:13,70 min, 31. Mai 2008 in Saragossa
- 5000 Meter: 16:04,0 min, 7. Juni 2008 in Kampala
- Halbmarathon: 1:11:04 h, 17. Oktober 2020 in Gdynia
- Marathon: 2:26:31 h, 23. April 2023 in Madrid